# Bicaz-Chei
Bicaz-Chei là một xã thuộc hạt Neamț, România. Dân số thời điểm năm 2002 là 4674 người.